# Enfant noir en Chine
Enfant noir ou Heihaizi (chinois simplifié : 黑孩子 ; pinyin : hēiháizi) ou encore enfant fantôme sont des termes appliqués en Chine pour désigner des enfants nés à l'extérieur de la politique de l’enfant unique, ou généralement les enfants qui ne sont pas répertoriés  dans le système d'enregistrement national des ménages chinois. Le nombre officiel de ces enfants est de 13 millions.

## Historique
C'est avec la mise en place de la politique de l'enfant unique dans les années 1970 qu'apparaissent les enfants noirs, que leurs parents ne déclarent pas pour éviter de lourdes amendes.
Un nombre inconnu d’enfants noirs – ou enfants cachés par les familles par peur de représailles – existe en Chine, privés d'école, de soins médicaux ou d'emploi déclaré, sans acte de naissance ni papiers d'identité (notamment le hukou) ; la plupart des études officielles, s'appuyant sur le recensement de 2010, font état de 13 millions d’enfants noirs. Toutefois le nombre d' enfants noirs est probablement deux à trois fois plus élevé que ce chiffre de 13 millions. La situation dans les campagnes chinoises est moins connue que dans les zones urbaines.
La violation de la loi sur l'enfant unique pouvait être contournée en payant une « taxe de maintenance sociale » ainsi le nouveau-né était légalisé. En conséquence l'enfant pouvait recevoir le permis de résidence, indispensable aux chinois pour vivre normalement dans la société. Mais cette taxe était à hauteur de  5 000 yuans, cette « amende déguisée » n'était pas à la portée des familles modestes. Cette situation et cette taxe pouvaient être à l'origine de corruption des responsables locaux.
En 2021, il est révélé que 11,6 millions d'enfants supplémentaires sont nés entre 2000 et 2010 par rapport aux données établies précédemment.

## Témoignage
Une mère célibataire, Ping (pseudonyme pour rester anonyme), a déposé une plainte contre des fonctionnaires locaux alléguant que le gouvernement a nié les droits fondamentaux de son fils. Ping soutient que la loi chinoise sur la protection de l'enfance accorde les mêmes droits à tous les enfants, indépendamment du fait que les fonctionnaires chinois les considèrent légitimes ou illégitimes. L'affaire a été entendue au début de décembre 2012 dans un tribunal de Beijing. L'avocat de Ping, Huang Yie Zhi, indique qu'il s'agit d'un cas historique — en fait le premier procès en son genre — il est peu probable qu'un dénouement favorable à la plaignante soit obtenu. Huang Yie Zhi travaille avec un réseau d'avocates féminines qui ont organisé une action publique en 2013, et elle considère que les chances d'une évolution positive est possible dans les années à venir.